# Anführungszeichen
Anführungszeichen sind Satzzeichen, die am Anfang und am Ende der direkten Rede, eines wörtlichen Zitats oder des zitierten Titels bzw. Namens eines Werkes stehen.
Anführungszeichen können außerdem verwendet werden, um Wörter, Wortgruppen oder Teile eines Textes oder Wortes hervorzuheben, zu denen man Stellung nehmen, über die man eine Aussage machen oder von deren Verwendung man sich – etwa ironisch oder durch die Unterlegung eines anderen Sinns – distanzieren möchte. Diese Verwendungsarten werden unter dem Sammelbegriff modalisierende Funktion zusammengefasst (von modal ‚die Art und Weise bezeichnend‘). Weiterhin können sie als Unterführungszeichen verwendet werden.

## Bezeichnung
Das Wort Anführungszeichen ist die Übersetzung des lateinischen Fachworts signum citationis ‚Zitatzeichen‘ aus der Druckersprache und wird für öffnende sowie schließende Zeichen mit dieser Funktion gebraucht. Der Text zwischen den Anführungszeichen wird zitiert (eine Bedeutung des Begriffs anführen). Um zwischen dem zu Beginn und dem am Ende eines Zitates stehenden Anführungszeichen zu unterscheiden, werden meist Wörter wie öffnend und schließend oder unten und oben benutzt. Selten spricht man von Anführungs- und Schluss-, Ausführungs- oder (noch seltener) Abführungszeichen.
In allen deutschsprachigen Ländern werden sie umgangssprachlich auch Gänsefüßchen genannt, wobei dann die öffnenden Gänsefüßchen unten, die schließenden Gänsefüßchen oben heißen. In Deutschland werden die Anführungszeichen auch Anführungsstriche genannt; im Norden ist umgangssprachlich „Tüddel“ oder „Tüddelchen“ gebräuchlich (wohl zu mittelniederdeutsch „tud(d)er“: Seil zum Anbinden eines weidenden Tiers, hier: „tüdern“ bzw. „anbinden“ eines zugehörigen Zeichens). Die ähnliche standarddeutsch-umgangssprachliche Bezeichnung „Tüttelchen“ ist unspezifischer und kann – je nach Kontext – auch „Pünktchen“, „unwesentliche Kleinigkeit“ oder „Serife“ bedeuten.

## Geschichte
Die Kennzeichnung von Zitaten ist alt und lässt sich schon in Literaturkommentaren der Antike nachweisen; so findet sich in einer Montekassinenser Halbunzialhandschrift des Kommentars des Pseudo-Ambrosius zu den Paulusbriefen, die vor 570 geschrieben wurde, ein Doppelhaken vor jedem Zitat. Dieser Brauch wurde wahrscheinlich schon in der Kommentartradition der Philologen der Bibliothek von Alexandrien geübt, die im dritten Jahrhundert vor Christus begründet wurde.
In der Aristotelesausgabe des Mailänder Renaissancehumanisten Francesco Filelfo, die 1483 oder 1484 erschienen ist, werden wörtliche und sinngemäße Zitate mit schräggestellten Doppelstrichen am linken Rande jeder Zeile kenntlich gemacht. Bis dahin waren wörtliche Zitate nach Belieben des Autors hervorgehoben worden oder auch nicht. Nichtwörtliche Entlehnungen kennzeichnete man am Rand. Nach dem Erscheinen von Filelfos Ausgabe haben sich die Anführungszeichen für wörtliche Zitate durchgesetzt. Ob die Humanisten mit dieser Art der Hervorhebung den antiken und mittelalterlichen Gebrauch fortsetzten oder ob es sich um eine eigenständige Entwicklung handelt, ist ungewiss.

## Anführungszeichen im Deutschen

### Regeln
Die Verwendung von Anführungszeichen wird insbesondere in § 89 und § 94 des überarbeiteten amtlichen Regelwerkes der deutschen Rechtschreibung von 2006 geregelt. Mit Anführungszeichen schließt man etwas wörtlich Wiedergegebenes ein (§ 89). Dies betrifft:
1. wörtlich wiedergegebene Äußerungen (direkte Rede):
„Immer muss ich arbeiten!“, seufzte sie.
2. wörtlich wiedergegebene Textstellen (Zitate).

Mit Anführungszeichen kann man Wörter oder Teile innerhalb eines Textes hervorheben und in bestimmten Fällen deutlich machen, dass man zu ihrer Verwendung Stellung nimmt oder sich auf sie bezieht (§ 94). Dies betrifft
1. Überschriften, Werktitel (etwa von Büchern und Theaterstücken), Namen von Zeitungen und dergleichen:
Sie las den Artikel „Chance für eine diplomatische Lösung“ in der „Wochenpost“. Sie liest Thomas Manns Novelle „Der Tod in Venedig“. Kennst du Fontanes Roman „Effi Briest“? Wir lesen gerade „Unterm Rad“ von Hesse.
Zur Groß- und Kleinschreibung siehe § 53 E1.
2. Sprichwörter, Äußerungen und dergleichen, zu denen kommentierend Stellung genommen wird:
Das Sprichwort „Eile mit Weile“ hört man oft. „Aller Anfang ist schwer“ ist nicht immer ein hilfreicher Spruch. Sein kritisches „Der Wein schmeckt nach Essig“ ärgerte den Kellner. Ihr bittendes „Kommst du morgen?“ stimmte mich um. Seine ständige Entschuldigung „Ich habe keine Zeit!“ ist wenig glaubhaft. Mich nervt sein dauerndes „Ich kann nicht mehr!“.
Textteile dieser Art werden nicht mit Komma abgegrenzt.
Im Übrigen gilt § 90 bis § 92.
3. Wörter oder Wortgruppen, über die man eine Aussage machen will:
Das Wort „fälisch“ ist gebildet in Anlehnung an West„falen“. Der Begriff „Existenzialismus“ wird heute vielfältig verwendet. Alle seine Freunde nannten ihn „Dickerchen“. Die Präposition „ohne“ verlangt den Akkusativ.
4. Wörter oder Wortgruppen, die man anders als sonst – etwa ironisch oder übertragen – verstanden wissen will, oder für die man eine Distanzierung kennzeichnen möchte:[8]
Und du willst ein „treuer Freund“ sein? Für diesen „Liebesdienst“ bedanke ich mich. Er bekam wieder einmal seine „Grippe“. Sie sprang diesmal „nur“ 6,60 Meter.

Zur Verwendung des Anführungszeichens zur Vermeidung sich wiederholender Wörter siehe Unterführungszeichen.

### Anführungszeichen mit anderen Satzzeichen
1. Treffen Frage- oder Ausrufezeichen mit Anführungszeichen zusammen, so stehen sie vor dem Schlusszeichen, wenn sie zum wörtlich wiedergegebenen Text gehören (§ 90):
Sie fragte: „Wie geht es dir?“ Er brüllte: „Bleib sofort stehen!“
2. Wenn nach dem wörtlich wiedergegebenen Text der Begleitsatz (übergeordneter Satz) folgt oder weitergeführt wird, setzt man ein Komma nach dem Schlusszeichen (§ 93):
„Sie fahren sofort nach Hause!“, befahl er. Als er sagte: „Das war ja wohl eine Schnapsidee!“, wurde ich sehr verlegen.
3. Treffen Punkt, Frage- oder Ausrufezeichen mit Anführungszeichen zusammen, so stehen sie nach dem Schlusszeichen, wenn sie zum Begleitsatz gehören (§ 90):
Ich habe die „Buddenbrooks“ gelesen und den „Zauberberg“. Er verwies darauf, „dass niemand den Angeklagten am Tatort gesehen hat“.
4. Gelegentlich können sowohl der angeführte Text als auch der Begleitsatz mit Frage- oder Ausrufezeichen enden (§ 91):
Gefällt dir der Roman „Quo vadis?“? Lass doch dieses ewige „Ich will nicht!“!
5. Vor dem Komma zwischen wörtlich wiedergegebenem Text und Begleitsatz verliert der wörtliche Satz seinen Schlusspunkt (§ 92):
„Gehen wir doch ins Kino“, schlug sie vor. „Nachdem du das gelesen hast, wirst du verstehen, was ich meine“, sagte Großvater.
6. Ein eingeschobener Begleitsatz wird in Kommata eingeschlossen (§ 93):
„Morgen früh“, versprach er, „komme ich zurück.“
7. Folgt der wörtliche Text dem Begleitsatz, dann steht nach dem Schlusszeichen kein Punkt mehr (§ 92):
Er stellte fest: „Das muss jeder selbst entscheiden.“ Wir schrien: „Pass auf!“

## Anführungszeichen in der Wissenschaft
In den Philologien – deren Texte sich wissenschaftlich mit einer Sprache befassen, also sowohl Zitate wiedergeben als auch das zu besprechende objektsprachliche Material enthalten und gegebenenfalls die diesem Material zukommenden Bedeutungen anführen – würde die Verwendung ein und derselben Anführungszeichen in allen Fällen, also sowohl für Zitate als auch für einzelne Wörter und darüber hinaus für deren Bedeutungen, zu Verwirrung führen. Daher wird unterschieden:
- Nur Zitate aus anderer wissenschaftlicher Literatur oder aus der Belletristik werden gemäß dem amtlichen Regelwerk in doppelte, Zitate im Zitat in einfache Anführungszeichen gesetzt.
- Einzelne Wörter, Syntagmen und Sätze, die Gegenstand linguistischer Beschreibung und Analyse sind, stehen niemals in Anführungszeichen, sondern werden kursiv gesetzt. (Beispiel: Das Wort Demokratur ist ein bekanntes Kofferwort.)
- Insbesondere fremdsprachigen Ausdrücken kann eine Bedeutungsangabe folgen; diese steht – ohne Klammern, Komma oder sonstige Absetzung – in einfachen Anführungszeichen. (Beispiel: Der Ausdruck Smog setzt sich aus den englischen Wörtern smoke ‚Rauch‘ und fog ‚Nebel‘ zusammen.)[9][10][11] Einige deutsche Universitäten verwenden hier auch die einfachen (englischen) Anführungszeichen oben (‘…’).[12]

Bei der bibliografischen Angabe von Literatur ist die Verwendung von Anführungszeichen und Kursivsatz klar geregelt. Meist werden nur die Titel von Artikeln in Büchern und Zeitschriften in Anführungszeichen gesetzt, während die Titel selbstständiger Werke kursiv und ohne Anführungszeichen stehen.
In der Biologie verwendet man die englischen Anführungszeichen, wenn Zuchtformen und Sorten von Pflanzen angegeben werden. Zum Beispiel bei einer Zuchtform der Sawara-Scheinzypresse: Chamaecyparis pisifera ‘Squarrosa’ (Schema: Gattung Art ‘Zuchtform’/‘Sorte’).

## Typografische Anführungszeichen
Im Schreibmaschinensatz gibt es für öffnendes und schließendes Anführungszeichen nur ein Zeichen ("), das zugleich als Ersatzzeichen für Zoll, Sekunden oder Bogensekunden dient.
Werden innerhalb von Anführungszeichen weitere Anführungszeichen gebraucht, so verwendet man meist sogenannte halbe oder einfache Anführungszeichen ('). Bei Schreibmaschinen dient dieses Zeichen ebenfalls als Ersatzzeichen, in diesem Fall für Apostroph und als Fuß-, Minuten- und Bogenminuten-Ersatzzeichen.

### Deutschland und Österreich
Im deutschen Schriftsatz werden in allen Ländern (außer der Schweiz und Liechtenstein) als Anführungszeichen entweder die deutschen Anführungszeichen („…“; Merkhilfe nach dem Aussehen der Zeichen: 99–66) oder die französischen Anführungszeichen mit den Spitzen nach innen verwendet (»…«, Guillemets, auch Gänsefüßchen genannt). Die Anführungszeichen verdankten in der Druckersprache den Namen Gänsefüßchen dem Umstand, dass die (ältere) französische Form an den Abdruck eines Gänsefußes erinnert; mittlerweile ist dieser ornithologische Hintergrund untergegangen, sodass inzwischen alle Arten von Anführungszeichen damit bezeichnet werden. Die französischen Anführungszeichen mit den Spitzen nach außen – wie in den romanischen Sprachen üblich – sind im deutschen Satz vorwiegend in der Schweiz und in Liechtenstein gebräuchlich.
Im Amtlichen Regelwerk (z. B. Duden R7–R12, auch in den Richtlinien für den Schriftsatz, ebenso im Wahrig-Rechtschreibwörterbuch §§ 89–95) werden die Regeln zur Verwendung behandelt, nicht jedoch, ob „deutsche“ Anführungszeichen oder Guillemets zu verwenden sind. Beide Möglichkeiten stehen gleichwertig nebeneinander. Im Duden Band 9 (Richtiges und gutes Deutsch) werden die deutschen Anführungszeichen der Hand- und Maschinenschrift zugeordnet, die Guillemets dagegen dem Buchdruck, wobei auch hier als halbe Anführungszeichen ‚…‘ und ›…‹ gleichberechtigt nebeneinander stehen. Vorteile der Guillemets gegenüber den deutschen Anführungszeichen sind die Unverwechselbarkeit gegenüber Komma, Apostroph und Zollzeichen. Außerdem stören die deutschen Anführungszeichen die Zeilenbildung durch ihr aus der Zeilenmitte gerücktes Bild, die französischen Anführungen hingegen ähneln anderen Interpunktionszeichen nicht und unterstützen die Zeilenbildung. Nach Ansicht des Textportals Rotkel zeichnen sich die Guillemets außerdem durch eine elegantere Erscheinungsform aus. Während Guillemets im Buchdruck überwiegen, werden in Zeitungen normalerweise deutsche Anführungszeichen verwendet.
Gleichermaßen nachteilig für beide Arten typographisch zulässiger Anführungszeichen ist das Fehlen entsprechender Tasten auf deutschen Standardtastaturen. Unter Umständen können diese dennoch mittels Tastatur eingegeben werden, siehe dazu den Abschnitt #Direkte Eingabe per Tastatur.
Die halben Anführungszeichen sind einfache Versionen der doppelten deutschen und französischen: ‚…‘ bzw. ›…‹. Es gibt unterschiedliche Auffassungen dazu, ob Anführungszeichen mit einem anderen Typ von halben Anführungszeichen kombiniert werden können (»… ‚…‘ …«, „… ›…‹ …“). Dafür spricht der klarere Kontrast vor allem dort, wo Anführungszeichen und halbe Anführungszeichen aufeinandertreffen (»›…‹«, „‚…‘“ gegenüber »‚…‘«, „›…‹“), dagegen spricht das weniger einheitliche Schriftbild. Der Duden empfiehlt, einzelne aus fremden Sprachen angeführte Wörter oder Wendungen in deutsche Anführungszeichen zu setzen, ganze Sätze oder Abschnitte dagegen in die Anführungszeichen der Herkunftssprache.
Die oben angesprochenen Anführungszeichen für Bedeutungsangaben in sprachwissenschaftlichen Texten sind stets die typografischen ‚halben‘ Anführungszeichen, nach deutscher Typografie unten und oben, nach englischer oben, unabhängig von den ansonsten im Text verwendeten Anführungszeichen für Zitate.
Der im Deutschen vorherrschende Stil ist auch in einigen anderen germanischen sowie slawischen Sprachen verbreitet.

### Schweiz, Liechtenstein, Frankreich
Anders als in Deutschland und Österreich werden im schweizerischen Schriftsatz häufiger die französischen doppelten und einfachen Anführungszeichen (Guillemets) im Stil der französischen Schriftsprache angewendet, also mit den Spitzen nach außen («…»), allerdings mit deutlich geringerem Weißraum zwischen den Zeichen und dem von ihnen eingeschlossenen Text. In amtlichen Texten des Bundes sind Guillemets vorgeschrieben, deutsche Anführungszeichen sind nicht zulässig. Im universitären Bereich ist die Handhabung unterschiedlich, die Kultur- und Sozialwissenschaftliche Fakultät der Universität Luzern etwa erlaubt sowohl deutsche als auch Schweizer Anführungszeichen, die ETH Zürich wiederum verweist auf die amtlichen Schreibweisungen des Bundes (Guillemets).
Der Schweizer Schriftsatz gilt für alle in der Schweiz verwendeten Sprachen. In der Schweizer Schulschrift werden normalerweise die deutschen Anführungszeichen („…“) verwendet.

### Beispiele
- Andrea fragte mich: „Hast du Grass’ ‚Blechtrommel‘ gelesen?“ (in Deutschland und Österreich, deutsch)
- Andrea fragte mich: »Hast du Grass’ ›Blechtrommel‹ gelesen?« (Chevrons in Deutschland und Österreich)
- Andrea fragte mich: «Hast du Grass’ ‹Blechtrommel› gelesen?» (Guillemets in der deutschen Schweiz, ohne Abstände)
- Andrea m’a demandé : « As-tu lu “Le Tambour” de Grass ? » (Guillemets in Frankreich, mit kleinem Abstand)
- Andrea m’a demandé : «As-tu lu ‹Le Tambour› de Grass?» (Guillemets in der französischen Schweiz, ohne Abstände)
- Andrea fragte mich: "Hast du Grass' 'Blechtrommel' gelesen?" (Schreibmaschinensatz)

### Anführungszeichen dritter Ebene
In dem Fall, dass ein Zitat in einem Zitat in einem Zitat vorkommt, benutzt man entweder die Anführungszeichen erster Ebene (so traditionell auf der Schreibmaschine: "…'…"…"…'…") oder man greift zu einer dritten Sorte von Anführungszeichen wie im folgenden Beispiel:

„Nach einer langen, detaillierten Analyse des gesetzwidrigen Handelns Putins […] zieht Grischkewitsch den Schluss: »Auf der Grundlage des oben Dargelegten bitte ich das Verfassungsgericht der Russischen Föderation […] um eine offizielle Bewertung der genannten Umstände der Verabschiedung und Unterzeichnung des Föderalen Gesetzes ›Zur Einarbeitung von Veränderungen und Ergänzungen in das Föderale Gesetz “Zu den allgemeinen Prinzipien der Organisation von legislativen (repräsentativen) und exekutiven Organen der Staatsmacht der Subjekte der Russischen Föderation”‹ […].« Die Reaktion des Gerichts – null.“

### Andere Sprachen
| Sprache                   | Standard | Standard   | Alternative      | Alternative  | Abstand zum Text                   |
| Sprache                   | primär   | sekundär 2 | primär           | sekundär 2   | Abstand zum Text                   |
| ------------------------- | -------- | ---------- | ---------------- | ------------ | ---------------------------------- |
| Afrikaans                 | “…”      | ‘…’        |                  |              |                                    |
| Albanisch                 | «…»      | ‹…›        | “…„              | ‘…‚          |                                    |
| Arabisch                  | «…»      | ‹…›        | “…”              | ‘…’          |                                    |
| Armenisch                 | «…»      | „…“        | "…"              | “…”          |                                    |
| Baskisch                  | «…»      | “…”        | “…”              | ‘…’          |                                    |
| Belarussisch              | «…»      | „…“        | „…“              |              | 1 pt                               |
| Bulgarisch                | „…“      | ‚…‘        |                  |              |                                    |
| Chinesisch (China)        | “…”      | ‘…’ 6      |                  |              |                                    |
| Chinesisch (Taiwan) 8     | 「…」    | 『…』 6    |                  |              |                                    |
| Dänisch                   | „…“      | ‚…‘        | »…«              | ›…‹          |                                    |
| Deutsch 3                 | „…“      | ‚…‘        | »…«              | ›…‹          |                                    |
| Englisch (UK) * 1         | ‘…’      | “…”        | “…”              | ‘…’          | 1–2 pt                             |
| Englisch (USA) * 1        | “…”      | ‘…’        | ‘…’              | “…”          | 1–2 pt                             |
| Esperanto                 | “…”      |            | «…» oder „…”     |              |                                    |
| Estnisch                  | „…”      | „…”        |                  |              |                                    |
| Finnisch                  | ”…”      | ’…’        | »…»              | ’…’          |                                    |
| Französisch 3             | « … »    | ‹ … › 1    | “ … ”            | ‘ … ’        | ¼ em (PC: geschütztes Leerzeichen) |
| Georgisch                 | „…“      |            | «…»              |              |                                    |
| Griechisch 7              | «…»      | “…”        |                  |              | 1 pt                               |
| Grönländisch              |          |            |                  |              |                                    |
| Hebräisch                 | “…”      | «…»        | “…„              |              |                                    |
| Indonesisch               | ”…”      | ’…’        |                  |              |                                    |
| Irisch                    | “…”      | ‘…’        |                  |              | 1–2 pt                             |
| Isländisch                | „…“      | ‚…‘        |                  |              |                                    |
| Italienisch 3             | «…»      |            | “…” 10           | ‘…’          | 1–2 pt                             |
| Japanisch 8               | 「…」    | 『…』      |                  |              |                                    |
| Katalanisch               | «…»      | “…”        | “…”              | ‘…’          |                                    |
| Koreanisch                | “…”      | ‘…’        | 『…』            | 「…」        |                                    |
| Kroatisch                 | „…”      |            | »…«              | ›…‹          |                                    |
| Lettisch                  | „…“      | ‚…‘        | "…"              | '…'          |                                    |
| Litauisch                 | „…“      | ‚…‘        | "…"              | '…'          |                                    |
| Niederländisch 4          | “…”      | ‘…’        | „…”              | ‚…’          |                                    |
| Norwegisch                | «…»      | ‘…’        | „…“              | ,…‘          |                                    |
| Polnisch                  | „…”      |            | »…« 5 oder ‛…’ 9 |              |                                    |
| Portugiesisch (Brasilien) | “…”      | ‘…’        |                  |              |                                    |
| Portugiesisch (Portugal)  | «…»      | “…”        | “…”              | ‘…’          | 0–1 pt                             |
| Rumänisch                 | „…”      | «…»        |                  |              |                                    |
| Russisch                  | «…»      | „…“        | „…“              |              | 1 pt                               |
| Schwedisch                | ”…”      | ’…’        | »…« oder »…»     | ›…‹ oder ›…› |                                    |
| Schweiz 3                 | «…»      | ‹…›        | „…“ oder “…”     | ‚…‘ oder ‘…’ |                                    |
| Serbisch                  | „…”      | ‚…’        | »…«              | ›…‹          |                                    |
| Slowakisch                | „…“      | ‚…‘        | »…«              | ›…‹          |                                    |
| Slowenisch                | „…“      | ‚…‘        | »…«              | ›…‹          |                                    |
| Sorbisch                  | „…“      | ‚…‘        |                  |              |                                    |
| Spanisch                  | «…»      | “…” 1      | “…”              | ‘…’          |                                    |
| Thailändisch              | “…”      | ‘…’        |                  |              |                                    |
| Tschechisch               | „…“      | ‚…‘        | »…«              | ›…‹          |                                    |
| Türkisch                  | “…”      | ‘…’        | "…"              | '…'          |                                    |
| Ukrainisch                | «…»      | „…“        | „…“              |              | 1 pt                               |
| Ungarisch                 | „…”      |            | »…«              |              |                                    |

In vielen Sprachen, Alphabeten und Ländern werden in der Regel die doppelten Anführungszeichen benutzt und die halben oder alternativen für speziellere Zwecke, zum Beispiel innerhalb eines Zitats, für Fachbegriffe oder in Überschriften mit größerem Schriftgrad. Es gibt jedoch auch Ausnahmen: Im britischen Englisch werden primär oft einfache Anführungszeichen benutzt, im amerikanischen meist doppelte.

## Darstellung und Eingabe am Computer

### Schriftarten
Heutzutage enthalten praktisch alle für lateinische Schriften entworfenen Computerschriftarten die typografischen Anführungszeichen. Nur bei sehr alten Schriftarten kann es noch zu Problemen kommen.
Das öffnende Anführungszeichen im US-amerikanischen Schriftsatz und das schließende im Deutschen sind identisch (vgl. oben). In den meisten Schriftarten unterscheiden sich das deutsche öffnende und das englische schließende Anführungszeichen nur bezüglich der vertikalen Position. Das schließende einfache englische Anführungszeichen ist identisch mit dem typografischen Apostroph, während das deutsche einfache öffnende oft optisch nicht vom Komma unterscheidbar ist, auf dessen Form die der Anführungszeichen fast immer entweder basiert oder mit dem sie identisch ist.
Manche Schriften enthalten statt der gebogenen Formen geneigte, gerade Formen für die Anführungszeichen; das obere Anführungszeichen dieser Schriften eignet sich meistens nicht fürs Deutsche (falsche Neigung), mehr dazu unten. In Texten, in denen der Verfasser auf die Auswahl der Schriftart durch den Leser keinen Einfluss hat (z. B. E-Mail), verwendet man also besser die Guillemets; in Texten, deren Schriftart der Autor bestimmen kann (Texte auf Papier, in gewissem Rahmen auch WWW-Seiten), sollte auf die Auswahl einer fürs Deutsche geeigneten Schriftart geachtet werden.

### Browser
Die korrekte Darstellung in Browsern ist neben Browsertyp und -version von der verwendeten Schrift, anderen auf dem Computer verfügbaren Schriften und der Dokumentenkodierung abhängig. Da sie in der am weitesten verbreiteten Codierung ISO 8859-1 enthalten sind, werden von den typografisch korrekten die (doppelten) französischen Anführungszeichen am besten unterstützt. Inzwischen sind allerdings auch die deutschen Anführungszeichen unproblematisch, sofern die in Webtypografie genannten Hinweise befolgt werden.
Mit veralteten Browsern gibt es teilweise Probleme: Netscape 4 stellt beispielsweise weder die doppelten noch die halben abschließenden deutschen Anführungszeichen richtig dar und ersetzt die französischen halben Anführungszeichen durch das Größer- und Kleinerzeichen.

### Textverarbeitungen
Textverarbeitungen wie Microsoft Word, LibreOffice/OpenOffice.org u. v. m. haben eine Funktion, die Schreibmaschinenzeichen bei der Eingabe automatisch durch typografische ersetzen. Sie richten sich dabei nach der eingestellten Sprache des Dokuments, wobei der Wechsel zu französischen beziehungsweise schweizerischen Zeichen nicht immer einfach zu erkennen ist. In Microsoft Word wurden bis zur Version 2013 im Gegensatz zu anderen Programmen bei eingestellter Sprache „Deutsch (Schweiz)“ trotzdem die deutschen Anführungszeichen verwendet, seit Word 2016 werden die Schweizer Anführungszeichen verwendet. Der Automatismus ist auf korrekte Zeichensetzung angewiesen. Falsch gesetzte Leerzeichen erzeugen falsche Anführungszeichen. Ist für einfache Anführungszeichen die englische Schreibweise voreingestellt (Apple), wird das Apostroph-Schreibmaschinenzeichen falsch ersetzt.
Es gibt einfache auf „Suchen und Ersetzen“ beruhende Makros, mit denen sich alle darstellbaren Arten von Anführungszeichen für ganze Dokumente oder auch nur markierte Dokumententeile austauschen lassen, auch ohne die Spracheinstellungen für den bearbeiteten Text zu ändern. Dies ist besonders bei sprachlich gemischten Dokumenten oder bei nicht installierten (und deshalb nicht automatisch erkannten) Sprachen zu empfehlen.
Textverarbeitungsprogramme lassen das Setzen aller Arten von Anführungszeichen zu. In LaTeX werden einfache und doppelte englische Anführungszeichen im Quelltext durch einfache respektive doppelte Gravis-Akzente (öffnend) und gerade Apostroph-Zeichen (siehe unten, schließend) gesetzt (`…' bzw. ``…''); gerade Anführungszeichen (siehe unten) sollten im Quelltext nicht verwendet werden, da sie im fertigen Dokument immer nur schließende Anführungszeichen liefern. Für die deutsche Form der öffnenden Anführungszeichen verwendet man das Zusatzpaket babel mit der Option german (oder ngerman) und schreibt "` für „ und "' für “. Alternativ können diese dann auch direkt über die Tastatur eingegeben werden, falls Unicode als Codierung verwendet wird.

### Direkte Eingabe per Tastatur

#### Windows
Unter MS Windows können Unicode-Zeichen über die Tastenkombination Alt + <dezimale Codepoint-Nummer> (siehe nächste Tabelle) eingegeben werden. Hierbei müssen die Ziffern auf dem Nummernblock getippt werden.
Siehe auch: Unicode – Microsoft Windows.
Alternativ kann durch Installation eines speziellen Tastaturtreibers eine erweiterte Tastaturbelegung E1 (siehe Artikel dort) eingestellt werden. Die Eingabe ist dann z. B. Alt Gr + f x für „ und Alt Gr + f v für “.

#### Gnome
Gnome erlaubt die Auswahl von Zeichen durch Eingabe ihres hexadezimalen Unicodes (siehe nächste Tabelle) bei gleichzeitigem Halten von Strg + Shift, gefolgt von u und dem hexadezimalen Code.

#### X Window Systemallgemein
Unter dem X Window System kann man mit dem Programm xmodmap die keycodes der Tasten mit den mnemonischen Namen (siehe Kodierungstabelle) der keysyms der Zeichen verknüpfen. Bei Verwendung der Compose-Taste (Comp) gibt es folgende Kombinationen:
| Comp , " | = [„] |
| Comp < " | = [“] |
| Comp , ' | = [‚] |
| Comp < ' | = [‘] |
| Comp <   | = [«] |
| Comp >   | = [»] |
| Comp . < | = [‹] |
| Comp . > | = [›] |

Bei deutscher und Schweizer Tastaturbelegung sind folgende Kombinationen möglich:
| Alt Gr + V            | = [„] |
| Alt Gr + B            | = [“] |
| Alt Gr + Y            | = [»] |
| Alt Gr + X            | = [«] |
| Umschalt + Alt Gr + V | = [‚] |
| Umschalt + Alt Gr + B | = [‘] |
| Umschalt + Alt Gr + Y | = [›] |
| Umschalt + Alt Gr + X | = [‹] |
| Alt Gr + N            | = [”] |
| Umschalt + Alt Gr + N | = [’] |

#### macOS
Unter macOS gibt man diese und andere Zeichen üblicherweise durch die Tastatur ein. Eine Übersicht der jeweils aktuellen Tastenbelegung bietet die Anwendung Tastaturübersicht, welche ab Mac OS X 10.3 im Tastaturmenü eingeblendet werden kann (Systemeinstellungen … → Landeseinstellungen → Tastaturmenü). Eine Alternative dazu ist, wiederum ab 10.3, die ebenfalls im Tastaturmenü einzublendende Zeichenpalette, die unter anderem auch Tastatureingaben durch Doppelklicks ersetzen kann. Weiterhin ist es betriebssystemweit möglich, „dumb quotes“ automatisch durch typografische Anführungszeichen zu ersetzen (unter Sprache & Text → Text → Intelligente Anführungszeichen).
Deutsche Tastatur:
| ⌥ + ^ oder ⌥ + ⇧ + W | = [„] |
| ⌥ + 2 oder ⌥ + ⇧ + ^ | = [“] |
| ⌥ + S                | = [‚] |
| ⌥ + #                | = [‘] |
| ⌥ + Q                | = [«] |
| ⌥ + ⇧ + Q            | = [»] |
| ⌥ + ⇧ + B            | = [‹] |
| ⌥ + ⇧ + N            | = [›] |

Schweizer Tastatur und Tastaturbelegung:
| nicht erreichbar | [„]   |
| ⌥ + 2            | = [“] |
| ⌥ + ⇧ + G        | = [‚] |
| ⌥ + !            | = [‘] |
| ⌥ + ,            | = [«] |
| ⌥ + ⇧ + ,        | = [»] |
| ⌥ + ⇧ + 3        | = [‹] |
| nicht erreichbar | [›]   |

#### Neo-Tastaturbelegung
Mit der Neo-Tastaturbelegung werden alle typografischen Anführungszeichen mittels Umschalttaste (für doppelte Anführungszeichen)/Mod 3 (für einfache Anführungszeichen) + 4 (öffnende [französische] Guillemets)/5 (schließende [französische] Guillemets)/8 (öffnende [deutsche] Anführungszeichen)/9 (schließende [deutsche], gleichzeitig öffnende [englische] Anführungszeichen)/0 (schließende [englische] Anführungszeichen) erzeugt.

### Kodierung
| Typ         | Anführungszeichen | Anführungszeichen | Unicode | Windows    | HTML     | LaTeX 1       | Keysym-Name 2        |
| ----------- | ----------------- | ----------------- | ------- | ---------- | -------- | ------------- | -------------------- |
| deutsch     | doppelt           | „                 | 201E    | Alt + 0132 | &bdquo;  | "` oder \glqq | doublelowquotemark   |
| deutsch     | doppelt           | “                 | 201C    | Alt + 0147 | &ldquo;  | "' oder \grqq | leftdoublequotemark  |
| deutsch     | einfach           | ‚                 | 201A    | Alt + 0130 | &sbquo;  | \glq          | singlelowquotemark   |
| deutsch     | einfach           | ‘                 | 2018    | Alt + 0145 | &lsquo;  | \grq          | leftsinglequotemark  |
| englisch    | doppelt           | “                 | 201C    | Alt + 0147 | &ldquo;  | `` oder \ldq  | leftdoublequotemark  |
| englisch    | doppelt           | ”                 | 201D    | Alt + 0148 | &rdquo;  | '' oder \rdq  | rightdoublequotemark |
| englisch    | einfach           | ‘                 | 2018    | Alt + 0145 | &lsquo;  | ` oder \lq    | leftsinglequotemark  |
| englisch    | einfach           | ’                 | 2019    | Alt + 0146 | &rsquo;  | ' oder \rq    | rightsinglequotemark |
| französisch | doppelt           | «                 | 00AB    | Alt + 0171 | &laquo;  | "< oder \flqq | guillemotleft        |
| französisch | doppelt           | »                 | 00BB    | Alt + 0187 | &raquo;  | "> oder \frqq | guillemotright       |
| französisch | einfach           | ‹                 | 2039    | Alt + 0139 | &lsaquo; | \flq          | U2039                |
| französisch | einfach           | ›                 | 203A    | Alt + 0155 | &rsaquo; | \frq          | U203A                |

### Probleme und häufige Fehler
Da die typografisch korrekten Anführungszeichen in ASCII nicht enthalten sind und außerdem je nach Land und Sprache variieren, werden oft falsche Anführungszeichen benutzt. Zur Verwirrung trägt dabei außerdem die optische Ähnlichkeit zu anderen Zeichen (Apostroph, Akzent- und Minuten- oder Sekundenzeichen) bei.
Nachfolgend werden die richtigen Anführungszeichen und exemplarisch einige ihrer häufigen Falsch(um)schreibungen aufgelistet:
| Zeichen 1 | Unicode | englischer Unicode-Name                    | Falsche Schreibung                                                                 |
| --------- | ------- | ------------------------------------------ | ---------------------------------------------------------------------------------- |
| ‘         | U+2018  | left single quotation mark 2               | ` – Gravis (U+0060) ' – Ersatzzeichen des Apostrophs (U+0027)                      |
| ’         | U+2019  | right single quotation mark 2              | ' – Ersatzzeichen des Apostrophs (U+0027) ´ – Akut-Akzent (U+00B4)                 |
| ‚         | U+201A  | single low-9 quotation mark                | , – Komma (U+002C)                                                                 |
| ‛         | U+201B  | single high-reversed-9 quotation mark      | ` – Gravis (U+0060) ' – Apostroph (U+0027)                                         |
| “         | U+201C  | left double quotation mark 2               | " – gerade Anführungszeichen (U+0022) ``– zwei Gravis-Akzente                      |
| ”         | U+201D  | right double quotation mark 2              | " – gerade Anführungszeichen (U+0022)                                              |
| „         | U+201E  | double low-9 quotation mark                | " – gerade Anführungszeichen (U+0022) ,,– zwei Kommata                             |
| ‟         | U+201F  | double high-reversed-9 quotation mark      | " – gerade Anführungszeichen (U+0022) ``– zwei Gravis-Akzente '' – zwei Apostrophe |
| ‹         | U+2039  | single left-pointing angle quotation mark  | < – Kleiner-als (U+002C)                                                           |
| ›         | U+203A  | single right-pointing angle quotation mark | > – Größer-als (U+002E)                                                            |

Einige weitverbreitete Schriftarten, etwa Courier New, Verdana oder Tahoma, stellen die schließenden Anführungszeichen falsch dar; diese Schriften eignen sich demnach nicht für die korrekte Darstellung deutscher Texte.

## Anführungszeichen als Handgeste
Besonders im englischsprachigen Raum werden Anführungszeichen in einem mündlichen Vortrag mit einer Geste visualisiert, bei der eine oder beide Hände erhoben und Zeige- und Mittelfinger zweimal angewinkelt und wieder nach oben gestreckt werden. Dieses im Englischen air quote (deutsch Luftzitat oder Luftanführungszeichen, poetisch auch doppelte Häschenfinger) genannte Handgeste kann Euphemismus, Ironie oder Sarkasmus ausdrücken.

## Anführungszeichen in Programmiersprachen und Suchmaschinen
In vielen IT-Systemen, speziell in Programmiersprachen oder Schnittstellen, dienen doppelte oder einfache Anführungszeichen der Unterscheidung von Befehlen, Variablen und anderen Schlüsselwörtern von sogenanntem Freitext.
Beispiel: Java (Programmiersprache)
```
System
.
out
.
println
(
"Bitte geben sie die Postleitzahl ein"
);

```

Beispiel: SQL
```
INSERT
 
INTO
 
Vorlesung
 
(
VorlNr
,
 
Titel
,
 
PersNr
)
 
VALUES
 
(
1000
,
 
'Softwareentwicklung'
,
 
12
);

```

Bei Suchmaschinen und auf der Suche in Webseiten bestimmen Anführungszeichen in der Eingabe häufig einen Suchmodus, beispielsweise, dass Wortkombinationen gesucht werden.
Beispiel Wikipedia: Eine Suche nach Klaus Peter Müller ohne Anführungszeichen liefert alle Seiten, auf denen die drei Begriffe irgendwo enthalten sind; die Suche "Klaus Peter Müller" hingegen findet nur Seiten, auf denen die Begriffe in dieser Reihenfolge hintereinander auftreten.